# IC 1377
IC 1377 ist eine Spiralgalaxie vom Hubble-Typ Sb im Sternbild Füllen nördlich der Ekliptik. Sie ist schätzungsweise 413 Millionen Lichtjahre von der Milchstraße entfernt.
Das Objekt wurde am 9. Oktober 1891 von Stéphane Javelle entdeckt.